# María Corredoira
María del Carmen Corredoira Ruiz de Baro (La Coruña, 18 de mayo de 1893 - 17 de noviembre de 1970) fue una pintora española, perteneciente a la generación de 1916, conocida artísticamente como María Corredoira y Carmen Corredoira, y, en una segunda etapa de su carrera, modificó su apellido con la grafía Corredoyra.

## Trayectoria
María Corredoira nació en La Coruña en 1893. Era prima del también pintor Jesús Rodríguez Corredoyra. Tuvo como profesores de dibujo en su ciudad natal a Felix Castro y Enrique Saborit. En 1914, se trasladó a Madrid donde estudió con Eduardo Chicharro y Agüera y José María López Mezquita. En 1916 volvió a La Coruña.
En sus inicios, su pintura se centró en retratos y figuras, intimista y en ocasiones con una carga psicológica melancólica, resaltando su estilo regionalista gallego cuando se trasladó a Madrid.
En 1920, modificó la grafía de su apellido por Corredoyra para marcar el inicio de una nueva fase artística en su trayectoria, donde comenzó a experimentar con la talla de madera y la pintura de interiores, además de mostrar en su obra su espiritualidad interna que se llegó a tornar en temática exclusiva, prescindiendo de la figura humana. En 1924 fue nombrada socio de mérito de la Asociación de Pintores y Escultores de Madrid. En 1928 ingresó en el Seminario de Estudios Gallegos. Fue corresponsal en La Coruña de la revista Realidades.
En 1936 abandonó su actividad artística por el estallido de la guerra civil española. En ese periodo, obtuvo la cátedra de Dibujo artístico en la Escuela de Artes y Oficios de La Coruña y fue nombrada miembro directivo de la Asociación de Artistas Coruñesa. Dos años después, recibió el título de académica de la Real Academia de Bellas Artes de Nuestra Señora del Rosario.
A finales de los cuarenta, tras el final de la guerra civil, reanudó su actividad artística, cambiando su firma por la María del Carmen Corredoyra. En ese periodo, su temática se centró en exclusiva en interiores de conventos. Además, continuó como profesora en la Escuela de Artes y Oficios, y en su propio estudio, en donde formó a otros pintores como Paco Torrón o Ángela Pérez Martínez.
Su obra se caracterizó por una gran calidad formal, con trazo firme y una rica y sabia paleta de colores.

### Exposiciones
Durante su primera etapa artística, expuso su obra en certámenes como la Exposición Regional de Santiago de 1909, la de México de 1910, la Internacional de Bellas Artes de Buenos Aires de 1911 y las de Arte Gallego de 1912 coruñesa y madrileña. En 1917 mostró su obra centrada en la figura y el retrato en la Exposición de Arte Gallego. En 1920 participó en el Salón de Otoño de Madrid y en la I Exposición de Arte Gallego de Buenos Aires. En 1922 intervino en el VIII Salón de Humoristas de Madrid, con figuras de madera recortadas y pintadas, y también en la Exposición de Arte Gallego de Ferrol. Entre 1923 y 1929 estuvo presente en las exposiciones de Arte Gallego de Santiago, La Coruña, Vigo, Santiago y Arosana, así como en las del Heraldo de Madrid, Buenos Aires y Montevideo. También en dos Nacionales de Bellas Artes, la Internacional de Barcelona y en todos los Salones de Otoño de la década de 1920. En 1925 realizó su primera exposición individual en la Reunión de Artesanos coruñesa, haciéndolo de nuevo en diversas ocasiones durante los siguientes años, como en Pontevedra.
Entre 1935 y 1938, participó en la Exposición de Arte Regional de Oporto, en una Exposición Nacional y en la Asociación de Artistas. Tras el final de la guerra civil española, expuso de manera individual en Galicia y colaboró en muestras colectivas de varias Exposiciones Nacionales de Bellas Artes y en otras como las de 1943 de mujeres artistas, en la Asociación de Pintores y Escritores de Madrid, y la de Arte y Artesanía de Ferrol. Durante la última etapa de su vida, solo expuso en 1966, en la muestra colectiva de artistas coruñeses.

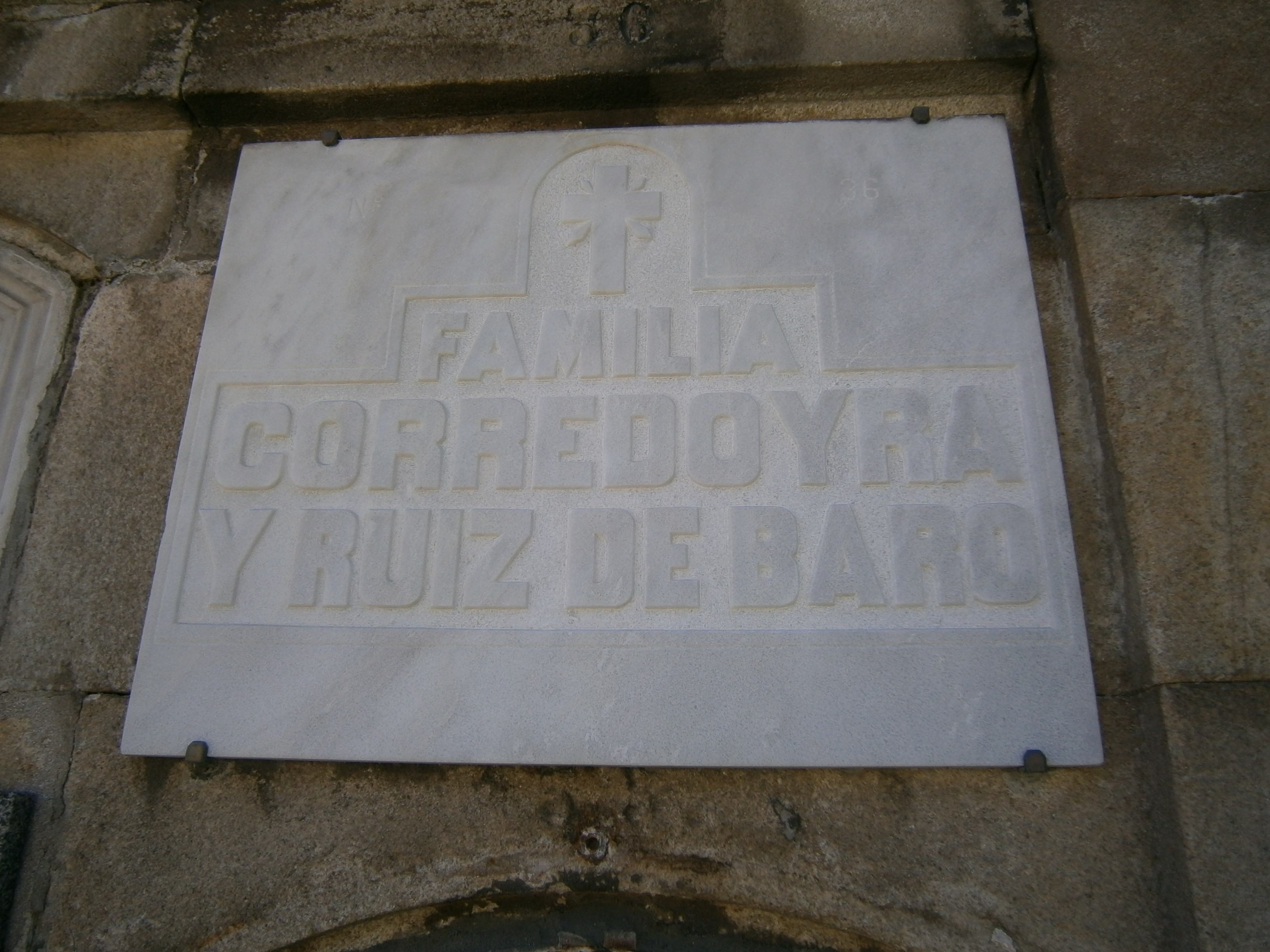
Tumba de María Corredoira en el cementerio de Santo Amaro de La Coruña.

Su obra se difundió en museos gallegos, como el Museo Quiñones de León en Vigo o el Museo Provincial de Lugo.

## Reconocimientos
La obra de Corredoira fue reconocida en diversos certámenes. En 1909, recibió la Medalla de Oro de la Exposición Regional de Santiago. Dos años después, recibió un diploma en la Exposición de México. En 1935 consiguió el segundo premio por su obra Sacristía conventual en el II Certamen de Trabajo de Ferrol.